# Макасеев, Борис Константинович
Бори́с Константи́нович Макасе́ев (11 июня 1907, Москва — 13 декабря 1989, Москва) — советский оператор и режиссёр документального кино, фронтовой кинооператор в годы Великой Отечественной войны. Заслуженный деятель искусств РСФСР (1965), лауреат четырёх Сталинских премий (1946, 1947, 1948, 1951).

## Биография
Родился в Москве в семье служащего.
В кино с 1924 года, начинал фотографом, затем помощником оператора на кинофабрике «Пролеткино» (на картинах «Красный тыл», «Из искры пламя», «Мусульманка»). В период 1926—1927 годов работал вторым оператором на кинофабрике «Узбекгоскино», был оператором на «Межрабпомрекламе».
 В 1927 году окончил операторское отделение Государственного техникума кинематографии. С сентября 1927 года по август 1928-го работал лаборантом при Обществе друзей советского кино, с октября 1928 года — на кинофабрике «Совкино» (в дальнейшем — «Союзкино»). Участвовал в работе кинопоезда «Союзкинохроники» (1931—1934).
С 1934 года — на московской кинофабрике «Союзкинохроника» (впоследствии — ЦСДФ). Материалы, снятые им в период национально-освободительной войны в Испании, использованы в 18 выпусках «К событиям в Испании» (1936—1937). В 1935—1941 годах преподавал во ВГИКе, доцент кафедры операторского мастерства (1939).
С началом Великой Отечественной войны был призван на фронт, с июня 1941 по март 1942 года — начальник фронтовой киногруппы Юго-Западного фронта, с ноября 1942 по май 1943-го — работал в партизанских отрядах в тылу врага. С июня 1944 по май 1945 года — в составе киногруппы Черноморского флота.
Кроме фильмов снимал для кинопериодики студии: «Железнодорожник», «Искусство», «Новости дня», «Московская кинохроника», «На страже СССР», «Наука и техника», «Пионерия», «Поволжье», «Советский патриот», «Советское искусство», «Социалистическая деревня», «Союзкиножурнал». После ухода с ЦСДФ в 1973 году работал в НИКФИ.
Член Союза кинематографистов СССР с 1957 года, член КПСС с 1958 года.
Скончался 13 декабря 1989 года в Москве. Похоронен на Новодевичьем кладбище (участок № 2, ряд 20, место 3).

### Семья
- первая жена — Галина Владимировна Володина (1917—1951), дочь актёра Владимира Володина;
- вторая жена — Елена Михайловна Макасеева (урождённая Елена Моисеевна Вайсбейн; 1920—2004), киновед, редактор киностудии «Моснаучфильм», коллекционер (племянница Леонида Утёсова)[6][9].

## Фильмография
Оператор
- 1926 — Как выбирать Совет
- 1930 — Гидроторф (совместно с М. Орловым)
- 1930 — Исследование и подготовка торфяной залежи (совместно с М. Орловым)
- 1930 — Машинно-формовочный способ и баггеры (совместно с М. Орловым)
- 1930 — Побеждённая топь (совместно с М. Орловым)
- 1930 — Происхождение болот и образование торфа (совместно с М. Орловым)
- 1930 — Способ послойного фрезерования (совместно с М. Орловым)
- 1930 — Сушка торфа (совместно с М. Орловым)
- 1931 — Говорят пролетарии Тулы (совместно с С. Шером)
- 1931 — Городок однодневного отдыха
- 1931 — Кузнецкстрой рапортует (совместно с С. Давидсоном)
- 1931 — Овладеем техникой (в соавторстве)
- 1932 — Боевая стрельба взвода (в соавторстве)
- 1932 — Встречный бой / Выход батальона из окружения (в соавторстве)
- 1932 — Второй ход Вороновицкого манёвра. Оперативная сводка № 4 (в соавторстве)
- 1932 — За качество (в соавторстве)
- 1932 — За советский подшипник (в соавторстве)
- 1932 — Кино-газета № 19 (совместно с В. Фроленко)
- 1932 — Наш Горький
- 1932 — Первый ход Вороновицкого манёвра. Оперативная сводка № 1 (в соавторстве)
- 1932 — Первый ход Вороновицкого манёвра. Оперативная сводка № 2 (в соавторстве)
- 1932 — Последние новости (совместно с Б. Цейтлиным)
- 1932 — Что не нравится господину Рябушинскому (в соавторстве)
- 1932 — Штурм на ЦЭСе / Кузнецкстрой
- 1932 — Эпизоды из Вороновицкого манёвра (в соавторстве)
- 1933 — Жить зажиточно (совместно с М. Глидером)
- 1933 — Завод АМО
- 1933 — Москва к XVI Октябрю (совместно с Н. Степановым)
- 1934 — 22000 / Стратостат
- 1934 — Две лишние буквы
- 1934 — Столица выбирает свой Совет (совместно с И. Беляковым)
- 1935 — VII Всесоюзный съезд Советов (1-й выпуск) (в соавторстве)
- 1935 — День авиации (в соавторстве)
- 1935 — Имени Л. М. Кагановича /Метрополитен им. Л. М. Кагановича (совместно с И. Беляковым)
- 1935 — Интурист (в соавторстве)
- 1935 — Куйбышев (в соавторстве)
- 1935 — Незабываемый день (в соавторстве)
- 1935 — Овладеем техникой (в соавторстве)
- 1935 — Первомай (в соавторстве)
- 1935 — Счастливая юность (в соавторстве)
- 1936 — X съезду комсомола (в соавторстве)
- 1936 — Есть метро! (совместно с И. Беляковым)
- 1936 — Наш Горький (в соавторстве)
- 1936 — Праздник весны социализма (в соавторстве)
- 1936 — С трибуны X съезда ВЛКСМ (2 выпуска) (в соавторстве)
- 1936 — Салют пионерам Испании (совместно с Р. Карменом)
- 1937 — Сыны трудового народа (в соавторстве)
- 1938 — 1-я сессия Верховного Совета РСФСР (совместно с В. Ешуриным, А. Щекутьевым)
- 1938 — Речь А. Я. Вышинского на судебном процессе по делу антисоветского право-троцкистского блока (совместно с И. Беляковым)
- 1939 — Будем как Ленин
- 1939 — День М. И. Калинина
- 1939 — Испания (совместно с Р. Карменом)
- 1939 — Молодость идёт (в соавторстве)
- 1939 — Открытие ВСХВ (в соавторстве)
- 1939 — Слушай, говорит Москва!
- 1941 — На защиту родной Москвы
- 1942 — XXV-й Октябрь (в соавторстве)
- 1942 — Разгром немецких войск под Москвой (в соавторстве)
- 1943 — XXVI-ой Октябрь (в соавторстве)
- 1943 — Любимая дочь советского народа (совместно с И. Беляковым, К. Писанко, С. Семёновым)
- 1943 — Народные мстители
- 1943 — Славная годовщина
- 1944 — Битва за Севастополь (в соавторстве)
- 1945 — Берлинская конференция (в соавторстве)
- 1945 — Всесоюзный парад физкультурников 1945 года (в соавторстве)
- 1945 — Парад Победы (в соавторстве)
- 1946 — Суд народов (совместно с Р. Карменом, С. Семёновым, В. Штатландом)
- 1948 — День Воздушного Флота СССР
- 1950 — Освобождённый Китай (в соавторстве)
- 1951 — День воздушного флота СССР (в соавторстве)
- 1951 — Юбилей Большого театра
- 1952 — Волго-Дон
- 1952 — День воздушного флота СССР (в соавторстве)
- 1953 — Великое прощание (в соавторстве)
- 1953 — Мастера фигурного катания (совместно с Е. Мухиным, М. Ошурковым, С. Семёновым, Р. Халушаковым)
- 1955 — Английский драматический театр в Москве (совместно с В. Цитроном, Е. Аккуратовым)
- 1955 — Делегация Вьетнама в СССР
- 1955 — Джавахарлал Неру в СССР
- 1955 — Ёлка в Кремле (в соавторстве)
- 1955 — Московскому университету — 200 лет
- 1955 — По Финляндии
- 1955 — Чехословацкая выставка в Москве
- 1955 — Этого допустить нельзя
- 1956 — Они выступали в Москве
- 1956 — Спартакиада народов СССР
- 1957 — Советский павильон на ярмарке в Измире
- 1958 — 100 дней в Бирме
- 1958 — В Москву с песней (совместно с П. Опрышко)
- 1958 — Города меняют облик (совместно с А. Щекутьевым, Г. Монгловской)
- 1958 — Памятники Бирмы (совместно с В. Микошей)
- 1958 — С песней боевой
- 1958 — Эфрос и Пергам
- 1959 — Выдающийся борец за мир (совместно с С. Киселёвым, С. Коганом)
- 1959 — Два дня на стадионе Франклин-Филд (совместно с В. Микошей)
- 1959 — Жить и творить для народа (совместно с П. Опрышко, К. Пискарёвым)
- 1959 — На советской выставке в Нью-Йорке (совместно с С. Киселёвым, В. Микошей)
- 1959 — Салом, Москва
- 1959 — Соревнование в Филадельфии
- 1959 — Это видел Нью-Йорк (совместно с В. Микошей, Л. Панкиным)
- 1960 — Всем народам мир и счастье (совместно с Е. Аккуратовым)
- 1960 — Вы – преступник, Оберлендер! (совместно с И. Бганцевым, В. Копалиным)
- 1960 — Мир – это требование народов (совместно с Е. Аккуратовым)
- 1960 — Президент Итальянской республики Джованни Гронки в СССР (совместно с О. Арцеуловым, Ю. Монгловским, П. Опрышко)
- 1960 — Провокаторы разоблачены
- 1960 — Силы разума и мира победят (совместно с Е. Аккуратовым)
- 1960 — Сомали — независимая республика (совместно с Е. Яцуном)
- 1961 — Большой совет тружеников села (в соавторстве)
- 1961 — Гастроли «Олд Вик» в Москве (совместно с В. Ходяковым)
- 1961 — Дружба и братство навеки (совместно с Г. Захаровой)
- 1961 — Золотые медали пятиборцев (совместно с С. Киселёвым, В. Микошей, К. Пискарёвым)
- 1961 — Могучие крылья (в соавторстве)
- 1961 — Посланцы братской Кореи (совместно с Е. Аккуратовым, Ю. Монгловским, В. Ходяковым)
- 1962 — Мир и труд (совместно с Е. Лозовским, Г. Монгловской, П. Опрышко)
- 1963 — Делегация Румынии в СССР
- 1963 — Друзья из Ганы (совместно с А. Воронцовым)
- 1964 — Сомали, республика на Экваторе (совместно с Е. Яцуном, И. Посельским, Н. Генераловым, В. Ходяковым)
- 1965 — Москва встречает президента Гвинеи (совместно с А. Хавчиным)
- 1965 — Немецкие друзья (совместно с М. Поповой, Б. Шером)
- 1965 — Посланцы героического Вьетнама в СССР (совместно с А. Хавчиным)
- 1966 — 1 Мая
- 1967 — Ветераны (совместно с Л. Котляренко)
- 1967 — Делегация ОАР в СССР
- 1967 — Йемен, февраль 1967
- 1967 — Парламентарии Танзании (совместно с Б. Шером)
- 1967 — Посланцы корейского народа в СССР (совместно с С. Киселёвым)
- 1967 — Солнце над Нилом (совместно с В. Ковальчуком)
- 1968 — Гренада, Гренада, Гренада моя… (совместно с Р. Карменом, А. Саранцевым, В. Цитроном)
- 1968 — Подвигом героя гордится Родина (совместно с М. Ошурковым, В. Киселёвым, А. Хавчиным, В. Ходяковым)
- 1968 — Служу Советскому Союзу
- 1968 — Служу трудовому народу
- 1969 — Семеро в космосе
- 1969 — Чехословацкая делегация в СССР
- 1971 — Парламентарии Республики Сенегал в СССР (совместно с А. Крыловым)
- 1972 — Парламентарии Республики Шри Ланка в СССР (совместно с Н. Даньшиным)
- 1973 — Гости из Йеменской республики (совместно с А. Истоминым)

Режиссёр
- 1943 — Славная годовщина
- 1958 — Памятники Бирмы
- 1958 — Эфрос и Пергам
- 1960 — Сомали — независимая республика

## Награды и премии
- орден Красной Звезды (1 февраля 1937)[10]
- орден Трудового Красного Знамени (15 сентября 1948)[11]
- медаль «За оборону Москвы» (20 июля 1944)[10]
- орден «Знак Почёта» (14 апреля 1944)[12]
- медаль «Партизану Отечественной войны» I степени (1945)[10]
- медаль «За победу над Германией в Великой Отечественной войне 1941—1945 гг.» (ноябрь 1945)[10]
- Сталинская премия второй степени (29 июня 1946) — за фильм «Всесоюзный парад физкультурников 1945 года» (1945)[10]
- Сталинская премия второй степени (10 июня 1947) — за фильм «Суд народов» (1946)[10]
- Сталинская премия второй степени (2 апреля 1948) — за цветной фильм «День Воздушного Флота СССР» (1948)[10]
- Сталинская премия первой степени (14 марта 1951) — за фильм «Освобождённый Китай» (1950)[10]
- заслуженный деятель искусств РСФСР (26 ноября 1965)[10]
- орден Отечественной войны 2-й степени (6 апреля 1985)[13]
- 2 медали СССР[10]